# Zhu Guangya

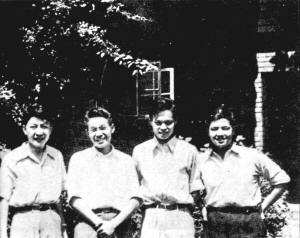
Zhu Guangya (links). Nach rechts folgen Zhang Wenyu, Chen Ning Yang und Tsung-Dao Lee

Zhu Guangya (chinesisch 朱光亚, Pinyin Zhū Guāngyà; * 25. Dezember 1924; † 26. Februar 2011) war ein chinesischer Physiker und maßgeblicher Mitentwickler der chinesischen Atombombe und Wasserstoffbombe.
Zhu besuchte 1941 die Universität Nanjing und machte 1945 seinen Abschluss am Department für Physik der Vereinigten Südwest-Universität. 1950 erwarb er einen Doktortitel an der University of Michigan in den USA. Er kehrte im Frühjahr desselben Jahres nach China zurück und war nach 1957 im Forschungsbereich Nuklearreaktoren tätig. Zusammen mit Deng Jiaxian und anderen leitete er die Entwicklung der chinesischen Atombombe und Wasserstoffbombe.
1994 wurde Zhu der erste Präsident der Chinesischen Akademie der Ingenieurwissenschaften. 1999 erhielt er eine Auszeichnung für seine Beiträge in Chinas Projekt Zwei Bomben, ein Satellit.
Zhu war Ersatzmitglied des 9. und 10. Zentralkomitees der Kommunistischen Partei Chinas und Mitglied des 11., 12., 13. und 14. Zentralkomitees. Zusätzlich war er Mitglied der Chinesischen Akademie der Wissenschaften und diente als Vorsitzender des 8. und 9. Kongresses der Politischen Konsultativkonferenz des chinesischen Volkes.